# Lockheed Constellation
Lockheed Constellation, även känt som ”Connie”, var ett fyrmotorigt propellerdrivet passagerarflygplan, som byggdes av Lockheed Corporation mellan åren 1943 och 1958 i Burbank, Kalifornien. 
Sammanlagt tillverkades 856 plan i fyra olika utföranden, samtliga lätt igenkännbara med tre stjärtfenor och en elegant, delfinliknande kropp. Constellation användes av flera större flygbolag men användes också av det amerikanska flygvapnet. Det användes i luftbron till Berlin och även som presidentplan av Dwight D. Eisenhower.

## Flygbolag som flugit Lockheed Constellation
- Aer Lingus
- Air France
- Air India
- American Overseas Airlines (AOA)
- Avianca
- British Overseas Airways Corporation (BOAC)
- Cubana de Aviación
- Eastern Air Lines
- El Al
- Flying Tiger Line
- Iberia
- KLM Royal Dutch Airlines
- Lufthansa
- Luxair
- Pan American World Airways (PanAm)
- Pakistan International Airlines (PIA)
- Panair do Brasil
- Qantas
- Royal Air Maroc
- South African Airways
- TAP Air Portugal
- Trans-Canada Air Lines
- Trans World Airlines (TWA)
- VARIG